# South Bedfordshire
South Bedfordshire war ein District in der Grafschaft Bedfordshire in England. Verwaltungssitz war Dunstable; weitere bedeutende Orte waren Barton-le-Clay, Caddington, Eaton Bray, Houghton Regis, Linslade und Leighton Buzzard.
Der Bezirk wurde am 1. April 1974 gebildet und entstand aus der Fusion des Borough Dunstable, des Urban District Leighton-Linslade und des Rural District Luton. Am 1. April 2009 wurden der District mit dem benachbarten District Mid Bedfordshire zu einer neuen Unitary Authority Central Bedfordshire vereinigt.
Koordinaten: 51° 55′ 0″ N, 0° 33′ 0″ W